# Karl Löber (Heimatforscher)
Karl Löber (* 20. September 1901 in Haiger; † 31. Dezember 1982 ebd.) war ein deutscher Lehrer, Kantor, Heimat- und Naturforscher.

## Leben
Von 1915 bis 1920 besuchte er das Lehrseminar Dillenburg, dann war er zwischenzeitlich als Kaufmann tätig. Grund dafür war die Knappheit an Lehrerstellen in der Nachkriegszeit. Als Lehrer arbeitete er ab 1927 in Hof, von 1929 nach bestandenem Zweitem Staatsexamen in Rabenscheid. 1936 wurde er Hauptlehrer in Allendorf (Dillkreis), 1942 richtete er in Haiger eine Hauptschule ein und leitete sie bis zu seiner Einziehung zum Wehrdienst im Jahr 1944. Von 1945 bis zur Pensionierung 1965 war er Schulleiter und Rektor in Langenaubach. Darüber hinaus engagierte er sich in der hessischen Lehrerfortbildung und der Erwachsenenbildung an seinen verschiedenen Wirkungsorten.
1930 heiratete Karl Löber in Rabenscheid Senta Kill.
Löber verfasste über 730 Schriften zu Volkskunde, Geschichte und Botanik des Westerwalds, darunter zahlreiche Zeitungsartikel. Für das Heimatjahrbuch des Dillkreises fungierte er viele Jahre als Redaktionsleiter und Hauptautor. Löber gehörte mehreren heimatkundlichen und regionalgeschichtlichen Vereinen an. Von 1967 an war er Vorsitzender der Hessischen Vereins für Volkskunde.

## Auszeichnungen
1950 wurde Löber in die Historische Kommission für Nassau gewählt und später in die Deutsche Gesellschaft für Volkskunde berufen. Für sein großes Werk über das Volksleben des Dillkreises wurde er 1965 von der Philosophischen Fakultät der Philipps-Universität Marburg mit der Ehrendoktorwürde (Dr. phil. h. c.) ausgezeichnet. 1966 verlieh ihm der Bundespräsident das Bundesverdienstkreuz. Ebenso war Löber Ehrenmitglied der Hessischen Vereinigung für Volkskunde. 1973 folgte die Ehrenmedaille des Landes Hessen. 1981 verlieh ihm der Westerwald-Verein die „Eugen-Heyn-Medaille“ für seine Verdienste um die Landschaft des Westerwaldes. Zum Ehrenbürger von Haiger wurde er 1978 ernannt. In Haiger wurde zudem ein Platz nach ihm benannt.

## Werke (Auswahl)
- Agaleia, Böhlau, Köln 1988
- Johann Christian Senckenberg 1736 im Siegerland, Siegerländer Heimatverein, Siegen 1980
- Pflanzen des Grenzgebietes von Westerwald und Rothaar, Schwartz, Göttingen 1972
- Ausgewählte Beiträge zur Landes- und Volkskunde des Dill-Sieg-Gebietes, Hessische Vereinigung für Volkskunde, Marburg 1971
- Beharrung und Bewegung im Volksleben des Dillkreises/Hessen, Elwert, Marburg 1965
- Kulturkreis im Spannungsfeld von Raum und Auftrag, Kulturkreis um die Wasserscheide, Burbach 1961
- Langenaubach, Gemeindeverwaltung Langenaubach 1961
- Heimatwelt, Hirschgraben, Frankfurt am Main 1957
- Wanderungen durch die Heimatnatur, Weidenbach, Dillenburg 1957
- Kirchliche Kunst in Hessen, Staatliche Landesbildstelle Hessen, Frankfurt am Main 1956/57
- Aus Quellengrund und Dichtermund, Hirschgraben, Frankfurt am Main 1956
- Grundlagen der Heimatarbeit im Dillkreis, Selbstverlag, Dillenburg o. J. [um 1948]
- Haiger und sein Raum, Gemeinschaftsverlag der Evangelischen Kirchengemeinde und Stadtgemeinde, Haiger 1948